# Johan Cornelius Krieger (arkitekt)
 For alternative betydninger, se Johan Cornelius Krieger. (Se også artikler, som begynder med Johan Cornelius Krieger)
Johan Cornelius Krieger (1683 – 1755) var en dansk bygmester og arkitekt.
J.C. Krieger blev i 1711 gartner ved orangerihuset i Rosenborg og i 1721 tillige ved samme slots lyst- og køkkenhave, en stilling, han beklædte til 1749. Han havde med flid lagt sig efter arkitekturen, blev tidlig for kongelig regning benyttet som bygmester og blev i 1722 kongelig bygningsinspektør og i 1725 overlandbygmester.
Ved opførelsen af Fredensborg, som i 1720-21 byggedes af Marcantonio Pelli, førte Krieger, efter generalbygmester Ernst, overtilsynet; han anlagde slottets have og park og byggede Fredensborg Slotskirke (1725) samt Marskalshusene og andre "dependensbygninger". Han byggede også hertil Fredensborg Store Kro i 1723.
I 1723 havde han opført en pavillon ved (det gamle) Amalienborg, I 1724 foretog han en delvis ombygning af Vallø og var samtidig virksom på Københavns Slot, Odense Slot, Frydenlund og andre steder. I 1725 genopbyggede han Knippelsbro, og i 1728 ledede han de vidtløftige udbedringsarbejder på Kronborg og anlagde samme år en agatslibemølle ved Arresø.
I 1737 opførte han det nye orangeri ved Rosenborg. I sine sidste leveår byggede han det nuværende Moltkes Palæ på hjørnet af Bredgade og Dronningens Tværgade. Trods denne sin betydelige virksomhed fordunkledes og fortrængtes han dog længe før sin død af Thurah og Eigtved og sank efterhånden i dyb glemsel.
I 1749 var han blevet justitsråd. Han døde i København 21. september 1755. Han havde den 8. marts 1712 ægtet Anna Matthisen (1692-1760), datter af klokker Søren Matthisen (død 1740) og Maren Nielsdatter Banner (død 1719); ved hende blev han stamfader til den vidt udbredte Kriegerske slægt (se Johan Cornelius Krieger 2.).
I 1729 udgav Krieger "Berechnungen u. Desseins auf 3 differente, grundgemauerte Gebäude" osv., efter hvilke han og kong Frederik IV mente, at de ved byens brand 1728 ødelagte bygninger passende kunne genopføres.

### Fodnoter
1. ↑  "(Del VI, bog III, kap. IV) O. Nielsen: Københavns Historie og Beskrivelse". Arkiveret fra originalen 7. juni 2007. Hentet 16. oktober 2007.